# Aula bunker del carcere dell'Ucciardone
L'aula bunker del carcere dell'Ucciardone è un'aula di tribunale costruita tra il 1985 e il 1986 all'interno del carcere dell'Ucciardone.

## Storia
La struttura venne costruita in pochi mesi a fianco del carcere dell'Ucciardone, allo scopo di ospitare il Maxiprocesso di Palermo, poiché nessuna aula di tribunale avrebbe potuto ospitare un dibattimento con un numero così elevato di imputati (ben 475), testimoni e avvocati. Essa è di forma ottagonale e dimensioni adatte a contenere svariate centinaia di persone. L'aula ha sistemi di protezione tali da poter resistere anche ad attacchi missilistici.
Il 12 novembre 2022 è stata intitolata a Giovanni Falcone e Paolo Borsellino.